# Spawanie hybrydowe
Spawanie hybrydowe jest kombinacją spawania laserowego i spawania łukowego z elektrodą topliwą.
Metoda ta łączy w sobie szybkość spawania laserowego z zaletami spawania w osłonie gazowej elektrodą topliwą. Stopiony materiał elektrody wypełnia połączenie. Istotną cechą tej metody jest uzyskiwanie spoin elastyczniejszych niż przy spawaniu laserowym przy zachowaniu dużej szybkości procesu.